# Шайдзен
Ша́йдзен (нем. Scheidseen) или Ша́йдзе (нем. Scheidsee) — высокогорное озеро в горах Фервальгруппе на западе Австрии. Располагается на территории округа Блуденц федеральной земли Форарльберг и округа Ландекк федеральной земли Тироль. Относится к бассейну реки Розанна, левой составляющей Занны.
Шайдзен находится на высоте 2268 м над уровнем моря восточнее горы Фальшафильберге, на границе общин Гашурн и Санкт-Антон-ам-Арльберг. Озеро состоит из двух частей, соединённых узким проливом посередине акватории. Площадь южной части составляет около 2,1 га, северной — около 1,5 га.
Сток из озера идёт на север через ручей Альбонабах (нем. Albonabach), левый приток Розанны.
Вода в озере очень мягкая (0,2 °dH), кислая (pH 5,8). Прозрачность воды около 2 м.